# 埃斯普尼奥拉
埃斯普尼奥拉，是西班牙加泰罗尼亚巴塞罗那省的一个市镇。总面积35平方公里，总人口267人（2001年），人口密度8人/平方公里。